# 32049 Jonathanma
32049 Jonathanma este un asteroid din centura principală de asteroizi.

## Descriere
32049 Jonathanma este un asteroid din centura principală de asteroizi. A fost descoperit pe 7 mai 2000 la Socorro, New Mexico, în cadrul proiectului LINEAR. Asteroidul prezintă o orbită caracterizată de o semiaxă mare de 2,34 ua, o excentricitate de 0,10 și o înclinație de 5,6° în raport cu ecliptica.